# 银背风毛菊
银背风毛菊（学名：Saussurea nivea）为菊科风毛菊属的植物。分布在朝鲜以及中国大陆的河北、北京、甘肃、陕西等地，生长于海拔400米至2,220米的地区，一般生长在山坡林缘、林下以及灌丛中，目前尚未由人工引种栽培。